# Gumel
Koordinaten: 12° 38′ N, 9° 24′ O
Gumel ist eine Stadt im nigerianischen Bundesstaat Jigawa und liegt im äußersten Norden von Nigeria. Einer Berechnung von 2012 zufolge hat die Stadt 22.627 Einwohner.
Gumel liegt 121 km nordöstlich von Kano und ca. 20 km südlich der Grenze zu Niger. In der Umgebung der Stadt werden neben Hirse und Sorghum vor allem Erdnüsse angebaut, die für den Export nach Kano transportiert werden. Vorkommen von Kalkstein und Kieselgur werden vor Ort abgebaut. Eine Schnellstraße verbindet Gumel mit Kano, Hadejia und Katagum. Gumel ist der Hauptort des Emirats Gumel, das um 1750 gegründet wurde und ab 1754 zu Kanem-Bornu gehörte. Das Zentrum des Emirats wurde 1864 von dem heute in Niger gelegenen Ort Toumbi ins heutige Gumel verlegt.
Gumel und seine Umgebung bilden eines der 27 Local Government Areas (LGA) des Bundesstaates Jigawa mit einer Fläche von 223,47 km². Bei der vorletzten Volkszählung 1991 hatte die LGA 48.583 Einwohner und damit eine Bevölkerungsdichte von 217 Einwohnern je km².